# Christine Spielberg
Christine »Christa« Spielberg, nemška atletinja, * 21. december 1941, Niederlungwitz, Nemčija.
Nastopila je na poletnih olimpijskih igrah leta 1968, kjer je osvojila sedmo mesto v metu diska. Na evropskih prvenstvih je osvojila naslov prvakinje leta  1966. 26. maja 1968 je postavila svetovni rekord v metu diska z 61,64 m, ki je veljal štiri mesece.